# Callistemon linearis
Callistemon linearis är en myrtenväxtart som först beskrevs av Heinrich Adolph Schrader och Johann Christoph Wendland, och fick sitt nu gällande namn av Colv. och Robert Sweet. Callistemon linearis ingår i släktet lampborstar, och familjen myrtenväxter. Inga underarter finns listade i Catalogue of Life.

## Bildgalleri

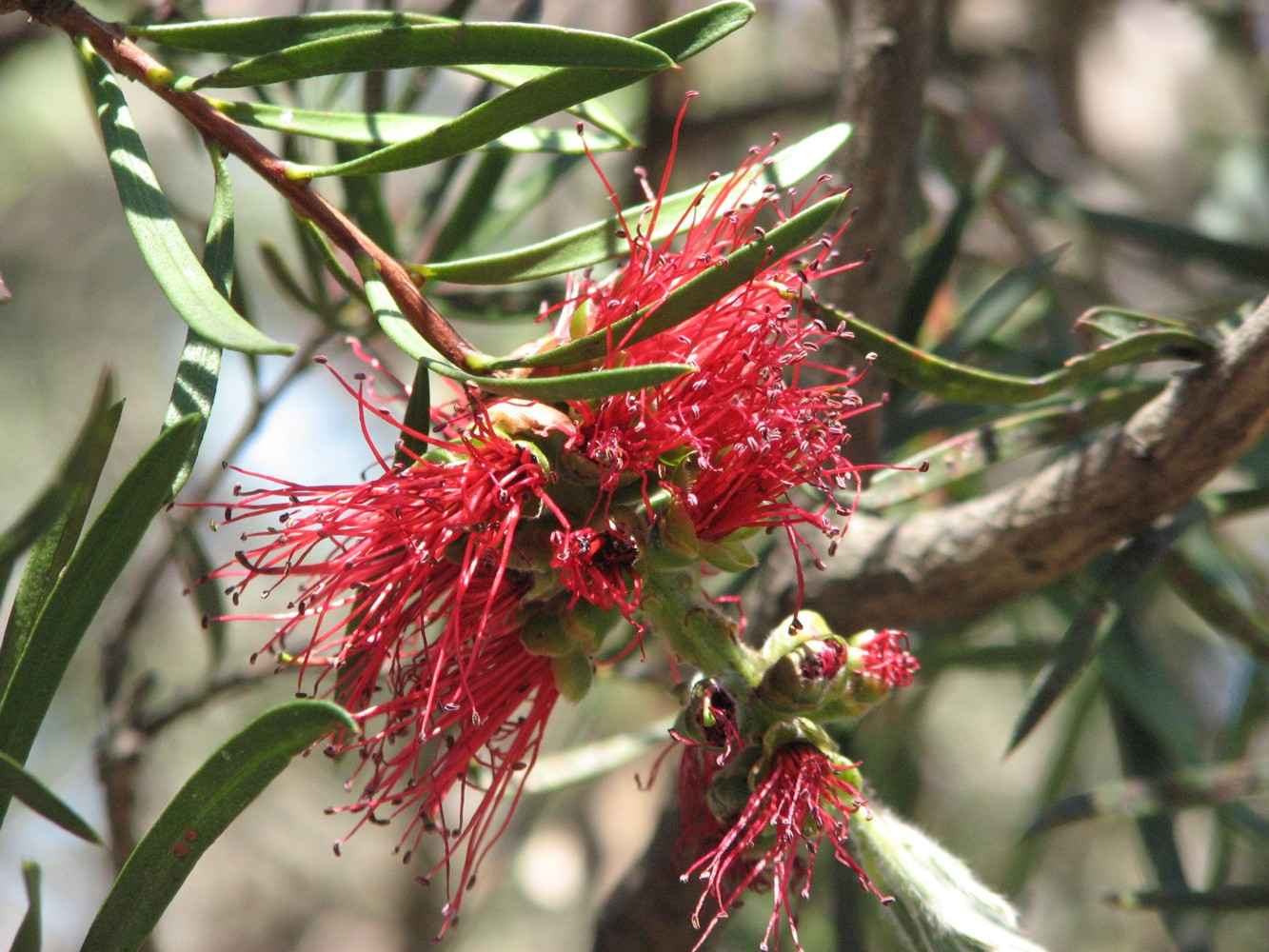